# 5 000 mètres féminin aux championnats du monde d'athlétisme 2007
Navigation
Helsinki 2005 Berlin 2009
L'épreuve du 5 000 mètres féminin des championnats du monde d'athlétisme 2007 s'est déroulée les 29 août et le 1er septembre 2007 dans le stade Nagai d'Osaka au Japon. Elle est remportée par l'Éthiopienne Meseret Defar.
28 athlètes étaient inscrites. Elles ont couru les demi-finales le 29 août et la finale a eu lieu le 1er septembre.

## Records
| Record du monde            | 14 min 16 s 63 | Meseret Defar     | Éthiopie   | 15 juin 2007     | Oslo     |
| Record des championnats    | 14 min 38 s 59 | Tirunesh Dibaba   | Éthiopie   | 13 août 2005     | Helsinki |
| Meilleure performance 2007 | 14 min 16 s 63 | Meseret Defar     | Éthiopie   | 15 juin 2007     | Oslo     |
| Record d'Afrique           | 14 min 16 s 63 | Meseret Defar     | Éthiopie   | 15 juin 2007     | Oslo     |
| Record d'Asie              | 14 min 28 s 09 | Jiang Bo          | Chine      | 23 octobre 1997  | Shanghai |
| Record d'Amérique du Nord  | 14 min 44 s 80 | Shalane Flanagan  | États-Unis | 13 avril 2007    | Walnut   |
| Record d'Amérique du Sud   | 15 min 22 s 01 | Carmen Oliveira   | Brésil     | 31 juillet 1993  | Hechtel  |
| Record d'Europe            | 14 min 24 s 68 | Elvan Abeylegesse | Turquie    | 11 juin 2004     | Bergen   |
| Record d'Océanie           | 14 min 47 s 60 | Benita Johnson    | Australie  | 6 septembre 2002 | Berlin   |

## Médaillées
| Or            | Argent           | Bronze                    |
| Meseret Defar | Vivian Cheruiyot | Priscah Jepleting Cherono |

## Résultats

### Finale (1erseptembre)
| Rang | Pays        | Athlète                   | Temps               |
| ---- | ----------- | ------------------------- | ------------------- |
| 1    | Éthiopie    | Meseret Defar             | 14 min 57 s 91      |
| 2    | Kenya       | Vivian Cheruiyot          | 14 min 58 s 50      |
| 3    | Kenya       | Priscah Jepleting Cherono | 14 min 59 s 21      |
| 4    | Kenya       | Sylvia Jebiwott Kibet     | 14 min 59 s 26 (PB) |
| 5    | Turquie     | Elvan Abeylegesse         | 15 min 00 s 88 (SB) |
| 6    | Éthiopie    | Meselech Melkamu          | 15 min 01 s 42      |
| 7    | États-Unis  | Jennifer Rhines           | 15 min 03 s 09      |
| 8    | États-Unis  | Shalane Flanagan          | 15 min 03 s 86      |
| 9    | Royaume-Uni | Joanne Pavey              | 15 min 04 s 77 (SB) |
| 10   | Éthiopie    | Gelete Burika             | 15 min 07 s 46      |
| 11   | Russie      | Mariya Konovalova         | 15 min 09 s 71      |
| 12   | Italie      | Silvia Weissteiner        | 15 min 11 s 81 (PB) |
| 13   | Biélorussie | Volha Krautsova           | 15 min 11 s 82 (SB) |
| 14   | Japon       | Kayoko Fukushi            | 15 min 19 s 40      |
| 15   | Portugal    | Jéssica Augusto           | 15 min 24 s 93      |

### Demi-finales (29 août)
Il y eut deux demi-finales. Les cinq premières de chaque course ainsi que les cinq meilleurs temps se sont qualifiées pour la finale.
| Rang | Pays        | Athlète               | Temps                 |
| ---- | ----------- | --------------------- | --------------------- |
| 1    | Turquie     | Elvan Abeylegesse     | 15 min 06 s 26 Q (SB) |
| 2    | Kenya       | Vivian Cheruiyot      | 15 min 06 s 54 Q      |
| 3    | Kenya       | Sylvia Jebiwott Kibet | 15 min 06 s 54 Q      |
| 4    | Éthiopie    | Gelete Burika         | 15 min 07 s 21 Q      |
| 5    | États-Unis  | Shalane Flanagan      | 15 min 07 s 47 Q      |
| 6    | Biélorussie | Volha Krautsova       | 15 min 17 s 64 q (SB) |
| 7    | Japon       | Kayoko Fukushi        | 15 min 19 s 67 q      |
| 8    | Érythrée    | Simret Sultan         | 15 min 25 s 29        |
| 9    | États-Unis  | Michelle Sikes        | 15 min 54 s 06        |
| 10   | Mexique     | Nora Leticia Rocha    | 16 min 34 s 74        |
| 11   | Malawi      | Lucia Chandamale      | 16 min 35 s 75 (PB)   |
| 12   | Burundi     | Francine Niyonizigiye | 17 min 25 s 22 (SB)   |
|      | Éthiopie    | Tirunesh Dibaba       | DNS                   |
|      | Russie      | Yekaterina Volkova    | DNS                   |

| Rang | Pays        | Athlète                   | Temps                 |
| ---- | ----------- | ------------------------- | --------------------- |
| 1    | Éthiopie    | Meseret Defar             | 15 min 10 s 13 Q      |
| 2    | Éthiopie    | Meselech Melkamu          | 15 min 10 s 32 Q      |
| 3    | Kenya       | Priscah Jepleting Cherono | 15 min 11 s 22 Q      |
| 4    | Royaume-Uni | Joanne Pavey              | 15 min 11 s 83 Q (SB) |
| 5    | États-Unis  | Jennifer Rhines           | 15 min 14 s 30 Q      |
| 6    | Italie      | Silvia Weissteiner        | 15 min 15 s 74 q      |
| 7    | Russie      | Mariya Konovalova         | 15 min 16 s 49 q      |
| 8    | Portugal    | Jessica Augusto           | 15 min 21 s 23 q      |
| 9    | Japon       | Kayo Sugihara             | 15 min 31 s 44        |
| 10   | Tanzanie    | Zakia Mrisho Mohamed      | 15 min 33 s 81        |
| 11   | Irlande     | Mary Teresa Cullen        | 15 min 40 s 53        |
| 12   | Rwanda      | Angeline Nyiransabimana   | 15 min 53 s 23 (RN)   |
| 13   | Costa Rica  | Gabriela Traña            | 17 min 45 s 56 (SB)   |
| 14   | Maroc       | Mariem Alaoui Selsouli    | DNF                   |